# Upshot-Knothole Grable
Upshot-Knothole Grable est un essai nucléaire mené par les États-Unis en 1953 pendant l'opération Upshot-Knothole.

## Description
Upshot-Knothole Grable constitue le premier test d'un obus atomique, c'est-à-dire un obus contenant une arme nucléaire tactique. L'obus en question, tiré par un M65 Atomic Cannon, est un W9 avec un diamètre de 280 mm, une longueur de 138 cm et pesant 364 kg. La charge nucléaire est une bombe A de type insertion, principe utilisé pour la seconde fois après l'explosion de Little Boy sur Hiroshima, et qui ne sera par la suite utilisé que lors de deux tests de l'obus W33. Une puissance de 14 kt était prévue.

## Déroulement
L'essai a lieu le 25 mai 1953 à 8 h 30 (heure du Pacifique) au dessus de la zone 5 du site d'essais du Nevada. L'obus explose à environ 10 km du canon, à une altitude de 160 m, délivrant une énergie de 15 kt,.